# Microregione di Japaratuba
Japaratuba è una microregione dello Stato del Sergipe in Brasile appartenente alla mesoregione del Leste Sergipano.

## Comuni
Comprende 5 comuni:
- Japaratuba
- Japoatã
- Pacatuba
- Pirambu
- São Francisco